# Можга
Можга́ (рос. Можга́, удм. Можга́) — місто на південному заході Удмуртської Республіки Росії. Воно утворює окремий міський округ, водночас є адміністративним центром Можгинського району. Можга є п'ятим за чисельністю населення містом в республіці, з розвиненою обробною промисловістю, є культурним та сільськогосподарським центром цілого регіону, важливим транспортним вузлом півдня республіки. З самого початку існування місто відоме своєю традиційною скляною промисловістю.

## Географія
Можга розташована на південному заході Удмуртії, на річці Сюга, при влитті в неї її лівої притоки Сюгаїлки, за 81 км на південний захід від столиці Удмуртії, Іжевська.
Навколо міста простяглись великі масиви соснового лісу, де знаходяться значні родовища кварцового піску, який і вплинув на обрання місця будівництва Сюгинського склозаводу. На річці Сюгаїлка збудовано невеликий Можгинський став, який сьогодні є місцем відпочинку для жителів міста. Нижня частина течії річки Сюга заболочена. Висота самого міста коливається від 125 до 165 метрів над рівнем моря, максимальна точка розташована на південно-західній околиці і становить понад 200 м.
Місто, як і вся Удмуртія, розташована в часовому поясі, зазначеному за міжнародними стандартами як
Moscow Time Zone (MSK). Зміщення відносно UTC становить +4.
Як і вся Удмуртія, Можга знаходиться в зоні помірно-континентального клімату, для якого характерні велика річна амплітуда температури повітря, а також значні зміни температури протягом доби. Літо спекотне та сухе, зима холодна та багатосніжна. Пересічні температури найхолоднішого місяця, січня, становлять −14 °C, найтеплішого, липня, — +19 °C. Середньорічна кількість опадів становить 450 мм за рік. Взимку в основному переважають південно-західні, а влітку — північно-західні вітри.

## Історія

### Російська імперія

Сюгинський завод. Поч. XX ст.

Місто було засноване 1835 року як поселення при новозбудованому на річці Сюга скляному Сюгинському заводі. Підприємство було збудоване на кошти і за ініціативи єлабузького купця Ф. Г. Чернова та було відоме виробництвом технічного скла, глечиків, фігурок звірів. Поселення належало до Єлабузького повіту В'ятської губернії і знаходилось на північ від волосного центру — села Можги. 1842 року завод і вся прилегла до нього територія площею 6638 десятин перейшла у власність великого землевласника О. Є. Лебедєва. Новий власник переселив сюди 25 родин кріпосних робітників, їхні нащадки працювали на заводі і після революції, складаючи основний кістяк робітників підприємства. На 1859 рік селище мало 34 двори, у яких проживало 290 осіб, на річці Сюгаїлка працював водяний млин.
До 1868 року на заводі діяла одна піч російського зразка, яка вміщувала 4, а потім і 6, горщиків та один тигель. Пізніше було закінчено будівництво другої гути, у якій було встановлено ще 2 печі російського зразка, які вміщували 6 горщиків об'ємом 80-100 пудів скляної маси кожен. Однак нові печі не дали добрих результатів у виробництві, так як горщики не витримували температури скляної маси і часто тріскались. До 1878 року на заводі працювали 2 скляні печі — одна в новій гуті на 6 горщиків, друга в старій гуті на 8 горщиків. Зі скляної маси виготовлялися листове віконне скло та пляшки. Отримана продукція була низької якості, тому виробничі потужності заводу простоювали, заробіток був низьким, а працівники займались в основному заготівлею та вивозом дров.
Після смерті Лебедєва завод відійшов до його дочки С. О. Язикової. 1878 року вона віддала підприємство в оренду на 12 років брату О. О. Лебедєву. Він значно покращив виробництво, збільшив його об'єми. Лебедєв запросив на завод досвідченого спеціаліста (прізвище не встановлено), який працював керівником заводу з 1879 по 1882 роки. Він провів низку заходів для покращення виробництва: встановив скляні печі російського зразка з однією каддю, налагодив виробництво горщиків для виплавки скляної маси, на річці Сюгаїлці збудував новий млин та нову лісопилку. 1881 року керуючий захворів та, пізніше, виїхав. При новому керівнику виробництву знову занепало. 1884 року орендатор запросив на посаду керівника інженера-технолога С. О. Шишкова (родич письменника Олексія Толстого), під керівництвом якого виробництво знову почало розвиватись. 1890 року строк оренди скінчився і Лебедєв запропонував С. О. Сирневій (колишній Язиковій) продовжити її або ж повністю продати йому завод. Однак вона відхилила пропозицію і створила з Шишковим пайове товариство «С. О. Сирнева та С. О. Шишков», яке до 1918 року керувало заводом.
Перша початкова школа з трирічним навчанням була відкрита 1882 року. Вона утримувалась на кошти заводу. 1902 року школа переведена в нову кам'яну будівлю, яка одночасно була і церквою. 1899 року в селищі відкрили амбулаторію, фельдшером в якій до своєї смерті 1917 року був В. П. Петров. В 1912—1913 роках почалось проектування залізниці, що мала спочатку пройти уздовж річки Ниша, тобто через волосний центр Можгу, а це південніше заводу. Але завдяки наполегливості товариства залізниця пройшла за 1,5 км від підприємства. 1916 року на збудованій залізниці відкрили залізничну станцію Сюгинську.

### Радянська влада
15 квітня 1918 року на загальних зборах робітників було вирішено взяти завод в свої руки. Підприємством керувало колегіальне заводоуправління та виконком ради робочих депутатів. головою комітету став М. П. Бобров. У вересні-жовтні 1918 року почались повстання в сусідніх волостях, сусідня Можга була під контролем білогвардійців. В жовтні колишній господар заводу Шишков таємно виїхав, однак був спійманий в Казані, засуджений та розстріляний. Навесні 1919 року завод був евакуйований до Мурома через наступ військ Колчака, але невдовзі був повернутий. 3 квітня 1924 року селище Сюгинський завод було перейменоване в Красний. 8 травня пожежею була знищена Можга, де знаходився повітовий виконком, через що все керівництво повіту було переведене до селища Красного. 26 жовтня 1926 року селище стало містом, а з 11 березня 1927 року перейменоване в Можгу. Першим головою міської ради став робітник заводу Є. І. Дерюгін, його послідовниками були також робітники заводу — Н. І. Сорокін, Д. Г. Сімаков, Г. Т. Бобров. З 1 лютого 1926 року завод перейшов в управління Удмурттреста, 1927 року проведений капітальний ремонт.
Під час Другої світової війни більшість робітників підприємства пішли до лав армії, були мобілізовані всі автомобілі та гужовий транспорт. В заводському клубі часто зупинялись військові частини, будівля заводоуправління була використана військовою частиною, що дислокувалась в місті. В жовтні 1941 року в місто прибули евакуйовані спеціалісти скляних заводів України та Підмосков'я, завод випускав великооб'ємні бутлі та фляги для солдат.
В післявоєнні роки в місті були збудовані аптека, готель, гребля міського ставу на річці Сюгаїлці, пішохідний міст через залізницю в районі вокзалу. В 1950-ті роки збудовано нові дво- та триповерхові будинки, створена єдина електромережа. На початок 1960-их років населення міста становило 33100 осіб. 1 лютого 1963 року Можга була віднесена до міст республіканського підпорядкування. В середині 1960-их років почалась забудова Наговіцинського мікрорайону, 1976 року збудовано шляхопровід через залізницю в районі вулиці Можгинської, кількість населення досягла 40 тисяч осіб. На початку 1990-их років через економічну кризу в Можзі почали закриватись підприємства, деякі зменшили свої обсяги виробництва. З початку XXI століття найбільші заводи відновили свої потужності і зараз на них тримається вся економіка міста та регіону.

## Населення
Можга є містом середньої величини, у ньому проживає понад 50 тисяч осіб. В національному складі провідне місце займають росіяни — 56,5 %, потім йдуть удмурти 25,8 % і татари — 15,6 %.
| Роки | 1897 | 1926  | 1939   | 1959   | 1970   | 1979   | 1989   | 2002   | 2009   | 2010   |
| ---- | ---- | ----- | ------ | ------ | ------ | ------ | ------ | ------ | ------ | ------ |
| Осіб | 803  | 2 400 | 22 200 | 30 000 | 33 900 | 40 300 | 46 049 | 47 119 | 49 700 | 50 072 |

## Економіка

Скляний завод «Свет»

Можга є великим промисловим центром Удмуртської республіки. Саме заснування міста було пов'язане із будівництвом тут скляного заводу на базі місцевих родовищ кварцових пісків. На сьогодні в місті працює до 100 різних підприємств, серед яких виділяються:
- ЗАТ МД НП «Червона зірка» — виробництво меблів, переважно дитячих ліжок[5]
- ТОВ «Можга-редуктор» — виготовлення редукторів[6]
- ВАТ «СВЕТ» — виробництво скляної та пластикової тари[7]
- ВАТ «Можга-сир» — виробництво сирів[8]
- ВАТ «Можга-льон» — виробництво лляних тканин
- ВАТ Авторемонтний завод «Можгинський» — авторемонт, металообробка, виробництво металевих деталей[9]
- ТОВ «Можгинський ливарний завод» — виробництво чавунних деталей, чавунне литво[10]
- ВАТ «Можгинський лісокомбінат» — виготовлення меблів[11]
- ТОВ МПК «Термосталь» — виробництво жаростійких металів[12]
- ТОВ «Можгинський консервний завод» — виробництво консервів, соків та соусів

Землі навколо міста використовуються населенням для вирощування культурних рослин (жито, ячмінь, картопля) та для вигодовування великої рогатої худоби, свиней та коней, розведення хутряних звірів.

### Транспорт

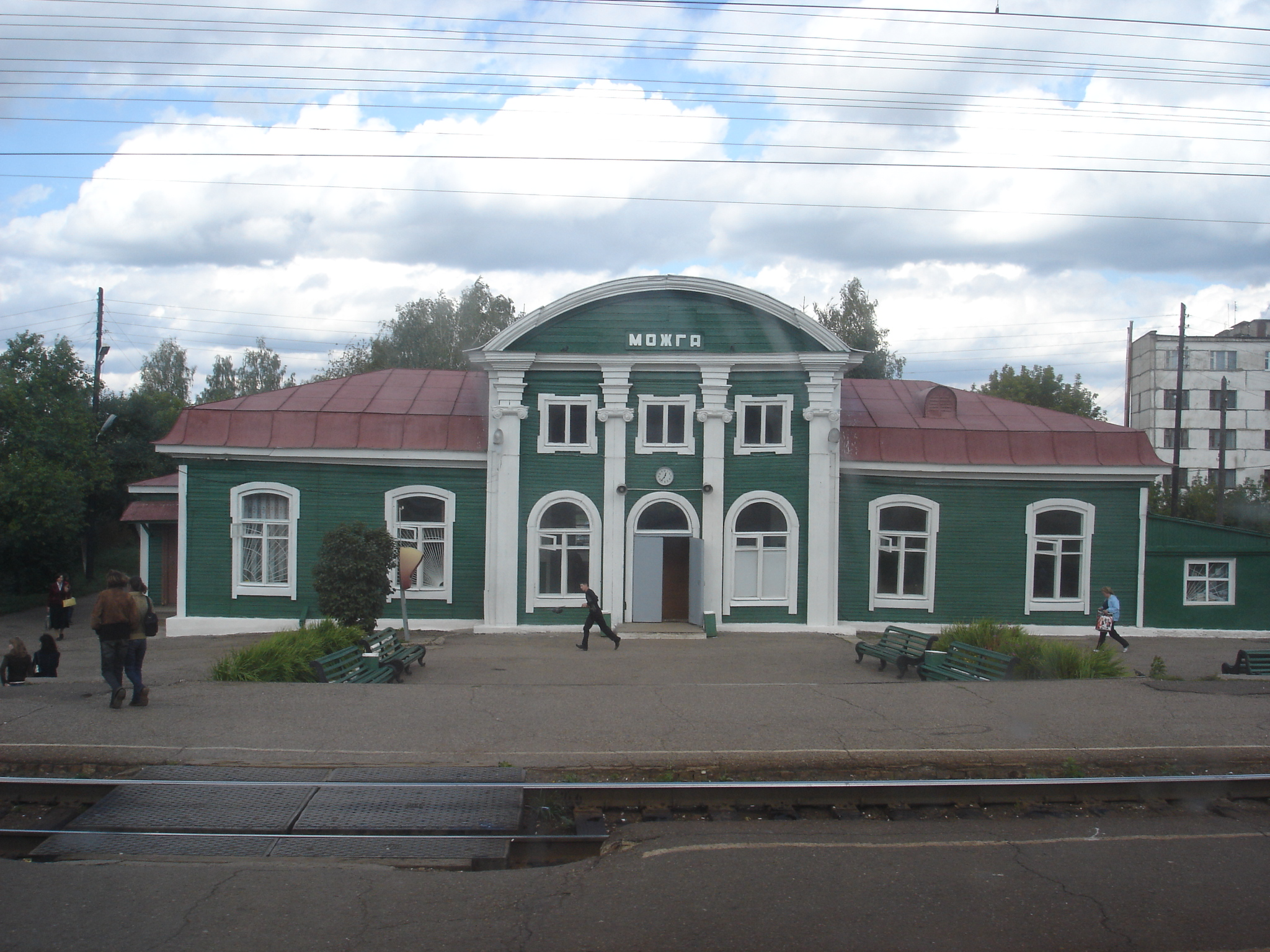
Залізничний вокзал

Можга є значним транспортним вузлом республіки в південно-західній її частині. Тут перетинаються залізниця Казань-Агриз-Єкатеринбург та автомобільні шляхи, що сполучають Удмуртію з іншими частинами Росії. Перша залізнична станція з'явилась в місті 1916 року і називалась Сюгинська. Вона обслуговувала Сюгинський скляний завод та повітове місто Можгу. Сьогодні вантажно-пасажирська залізнична станція називається Можга, будівля вокзалу збереглась до сьогодення.
На схід від міста відходить автомобільна дорога, яка сполучає Можгу з Іжевськом через татарське місто Агриз. На північ відходить дорога, яка сполучає з сусіднім районним центром — селом Вавож. На південь через село Можга проходить автомобільний шлях на Алнаші, а на південний захід — дорога на село Поляково, де вона роздвоюється і сполучає Можгу з районними центрами Грахово та Кізнер. В 1990-их роках на південній околиці була збудована об'їзна дорога, що сполучає східний, південний та південно-західний напрямки.
Із міського транспорту в місті представлений лише міський автобус, який нараховує всього 6 маршрутів.

## Адміністрація
Місто не є частиною Можгинського району, хоча в ньому і знаходиться його центр. Можга утворює окрему адміністративну одиницю — міський округ, який за старим адміністративним поділом прирівнювався місту республіканського підпорядкування. Головою міської адміністрації є мер. На 2011 рік цю посаду займає Пантюхин Сергій Аркадійович.
Законодавчим органом міста є міська дума, до якої входять 26 депутатів, останній раз обрана 26 жовтня 2005 року. При міській думі працюють 5 постійних комісій.

## Соціальна сфера
В місті діють 8 середніх загальноосвітніх шкіл, гімназія. Серед закладів професійно-технічного напрямку — Можгинське медичне училище, Можгинський ветеринарний коледж, Можгинський педагогічний коледж, ПТУ № 12 та № 33, а також філіали Удмуртського державного університету та Іжевського промислово-економічного коледжу.
Із закладів медицини діють Можгинська центральна районна лікарня, у склад якої входять 3 дільничі лікарні, наркологічний диспансер. Серед інших установ соціальної сфери в місті є ДЮСШ, спортивний центр «Можга», будинок культури заводу «Свет», кіноцентр «Супутник». З культурних центрів в місті працюють три музеї — історико-краєзнавчий, народний «Набат пам'яті» та етнографічний музей «Удмуртське народне мистецтво». Із засобів масової інформації в місті виходить щоденна газета «Можгинські вісті», яка була заснована 1935 року під назвою «Ленінське знамено». На сьогодні вона має наклад до 25 тисяч примірників і виходить як для читачів Можги, так і Можгинського району.
В місті діє декілька релігійних громад. Найбільша — православна. Перший православний храм з'явився в Сюгинському заводі 1901 року. На сьогодні в місті діють Свято-Михайлівський та Свято-Миколаївський храми, які відносяться до Можгинського округу Іжевської та Удмуртської єпархії. Другою за величиною релігійною громадою міста є мусульманська. В Можзі діє збудована в 1988—1992 роках мечеть, а при ній діє духовна школа — медресе «Мухаммадія». Також є декілька протестантських общин — євангельські християни-баптисти, церква адвентистів сьомого дня та російська церква християн віри євангельської.

Кіноцентр «Супутник»
Свято-Михайлівська церква
Свято-Миколаївська церква

### Спорт
В місті знаходиться спортивний центр «Можга». Воно відоме своїми спортсменами-лижниками, які в 2010 році перемогли на всіх етапах Чемпіонату Удмуртії, юнаки є переможцями Республіканських президентських зимових ігор. Лілія Васильєва є членом молодіжної збірної Росії з лижних перегонів. На Всеросійських змаганнях з лижних перегонів на приз олімпійської чемпіонки Раїси Сметаніної спортсменки із Можги посіли 1 місце в естафетних перегонах 4х3 км. Спортсмени авіаклубу «Можга» є переможцями Першості Росії з парапланерного спорту. Олег Владимиров є срібним призером Чемпіонату Світу з судномодельного спорту. Команда з футболу «УПХГ» на 2010 рік посідала 2 місце в Чемпіонаті Удмуртії.
Можгинці успішно виступають на різних республіканських та всеросійських змаганнях з греко-римської боротьби, художньої гімнастики, фітнес-аеробіці, карате, хокею, футболу. В місті є 10 майстрів спорту Удмуртії та 2 майстри спорту Росії, звання «Заслужений тренер Удмуртії» удостоєний тренер з важкої атлетики О. В. Хом'яков, звання «Заслужений працівник культури Удмуртії» — директор ПТУ № 12 О. І. Нагорних.
В місті часто проходять різні спортивні змагання усіх рівнів — проводились Республіканські змагання з лижних перегонів «Швидка лижня», першість Удмуртії з греко-римської боротьби серед юнаків, турнір міст Росії з художньої гімнастики, Всеросійські змагання з судномодельного спорту, Кубок Удмуртії з лижних перегонів пам'яті С. Я. Плеханова, сільські зимові спортивні ігри, волейбольні змагання пам'яті Івана Бистрих.

## Архітектура
Див. також: Вулиці Можги
Перший план забудови міста був розроблений С. Є. Пустошинцевим в 1924 році. З моменту утворення міста будівництво проходило у всіх районах Можги. Архітектура міста представлена як старими, так і новими будівлями. До найстаріших будівель належить ціла низка дерев'яних будиночків з одного або двох поверхів. Вони пофарбовані в зелені, сині чи блакитні кольори. До таких будівель відноситься і залізничний вокзал, який зберіг свої форму та колір. Серед будівель раннього радянського періоду виділяються одно- чи двоповерхові будинки з високими фасадами, збудовані з червоної цегли. Серед будівель пізнього радянського періоду можна виділити будинки середньої поверховості (на 4-6 поверхів) з цегли, будівлі підприємств, закладів освіти та культури. Серед сучасної забудови вирізняється військкомат, бізнес-центр «Можга» та декілька нових торгових центрів.
Пам'ятників в місті небагато, всі вони в основному зведені за радянських часів і відображають цю епоху. Найбільш значущим для можгинців є меморіальний комплекс на честь загиблих воїнів-можгинців у Другій світовій війні. Він являє собою братську могилу, навколо якої зведена стіна пам'яті, на самій могилі — пам'ятник, а перед могилою військова техніка — танк та гармата. Окрім цього в місті споруджено пам'ятник на честь загиблих воїнів-учасників війни в Афганістані, комплекс, присвячений 175-річчю міста, ще один пам'ятник загиблим воїнам ВВВ, декілька пам'ятних табличок (наприклад Леонтьєву Анатолію Кузьмичу, засновнику і першому директору художньої школи, краєзнавцям міста).

Давня забудова — дерев'яний будинок
Радянська забудова — 6-поверхові будинки
Сучасна забудова — військкомат
Меморіальний комплекс загиблим у ВВВМеморіальний комплекс загиблим у ВВВ

## Відомі люди
Дивись також: Почесні громадяни міста Можги
В Можзі народились:

Чернов Ф. Г. — засновник Сюгинського заводу

- Владикін Володимир Омелянович — завідувач кафедрою історії стародавнього світу та середніх віків Удмуртського державного університету
- Крестьянников Владислав Сергійович — тричі абсолютний чемпіон СРСР з парашутного спорту
- Мохначов Сергій Валерійович — псевдонім Сергій Безсмертний, учасник Comedy Club
- Раміль Нуріманов — співак, композитор, поет
- Салтиков Анатолій Іванович — глава адміністрації Іжевська з 1994 по 2001 роки
- Юрпалов Сергій Юрійович — заступник міністра регіонального розвитку

В місті проживали також відомі люди:
- Неупокоєва Оксана Іванівна — чемпіонка світу з біатлону
- Семенов Ігор Миколайович — голова Державної ради Удмуртської республіки
- Тихонова Тамара Іванівна — олімпійська чемпіонка з лижного спорту
- Фалалеєв Федір Якович — радянський воєначальник
- Чернов Федір Григорович — єлабузький купець, засновник Сюгинського заводу